# Willem van Bommel
Willem van Bommel ook Wilhelm (Emmerik circa 1560 - na 1620) was een architect en bouwmeester die actief was in het toenmalige Gelre.
Hij kreeg in 1597 van het stadsbestuur van Venlo opdracht het bestaande raadhuis aan de Markt ingrijpend te verbouwen. Er werd een geheel nieuwe voorzijde in de Nederlandse renaissancestijl aan toegevoegd, die in 1601 gereed kwam. De nog steeds bestaande gevel heeft in 1609 trappen en een bordes gekregen. Hij ontwierp en bouwde vervolgens van 1612 tot in 1617 het stadhuis van Gennep in Nederrijnse renaissancestijl. Hij was voorts op kasteel Bergh actief en herbouwde vanaf 1612 het verwoeste kasteel Keppel, dat in 1615 grotendeels gereed kwam.
Ook wordt niet uitgesloten dat hij betrokken was bij het ontwerp van het stadhuis van Bocholt in het huidige Duitsland.
In Venlo is de W. van Bommelstraat naar hem vernoemd.